# TTRAP
TTRAP‏ (Tyrosyl-DNA phosphodiesterase 2) هوَ بروتين يُشَفر بواسطة جين TTRAP في الإنسان.